# Caye Chapel
Caye Chapel je mali privatni otok u Belizeu, 26 km sjevero-sjeveroistočno od Belize Cityja i 4.8 km južno od Caye Caulkera. Nekada je bio u vlasništvu Isaiaha Emmanuela Mortera, prvog afričkog milijunaša u Belizeu.
Caye Chapel nalazi se u blizini Nacionalnog parka i morskog rezervata Bacalar Chico (BCNPMR), UNESCO-ve svjetske baštine. BCNPMR je dio Mezoameričkog sustava koraljnih grebena, drugog najdužeg koraljnog grebena na svijetu, koji uključuje i Veliu plavu rupu i druga popularna odredišta za ronjenje do kojih se može doći sa Caye Chapela.
U usporedbi s drugim tipično ruralnim otocima u blizini, ovaj otok ima uzletište, igralište za golf s 18 rupa, i druge sadržaje. Golf teren, nazvan White eng. Shark Golf Course, zajedno su dizajnirali bivši igrač PGA Toura i član Svjetske kuće slavnih golfa Greg Norman i bivša igračica LPGA Toura i članicu Svjetske kuće slavnih golfa Lorena Ochoa. Golf teren se nalazi unutar srednjeg područja otoka od oko 110 hektara, a najjužnija točka golf terena nalazi se pored piste Caye Chapel.
Four Seasons Hotels and Resorts su 2. rujna 2023. ponovno najavili planove za razvoj Caye Chapel, ali projekt je u zastoju dugi niz godina. Očekuje se da će sadržavati otprilike 50 privatnih parcela, 35 privatnih rezidencija i 100 soba i apartmana.

## Vanjske poveznice
- Caye Chapel Golf Resort